# Ж (паровоз)
Паровоз Ж — российский пассажирский паровоз. Паровозы были заказаны Московско-Казанской железной дорогой и построены в 1896—1897, 1903—1904, 1907—1909 годах на заводах Геншель, Коломенский, Невский и Харьковский. Паровоз был признан весьма удачным. Предназначался для вождения тяжёлых поездов со средними скоростями. Имел небольшой диаметр колёс для того времени. 14 паровозов были импортированы из Германии. Позже большинство экземпляров были переделаны в серию З.